# Carsina mandarina
Carsina mandarina là một loài bướm đêm trong họ Noctuidae.